# Palazzo della Provincia (Caltanissetta)

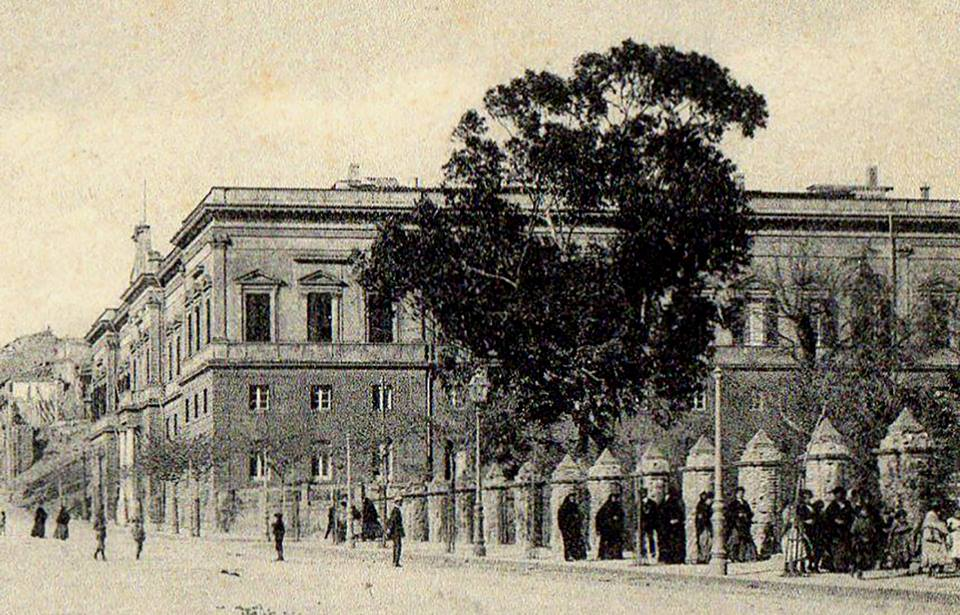
Il palazzo della Provincia negli anni trenta

Il palazzo della Provincia, o palazzo provinciale, è un edificio pubblico di Caltanissetta, sede del libero consorzio comunale di Caltanissetta e della prefettura.

## Storia
Caltanissetta fu eretta a capoluogo di provincia nel 1818, ma per anni non dispose di un proprio edificio. In particolare la necessità di una sede in cui collocare l'archivio spinse l'amministrazione provinciale a cercare delle sedi idonee sin dal 1847, senza che però alle proposte si facesse effettivo seguito. Nel 1869 si cominciò a esaminare l'idea un palazzo che ospitasse archivio e uffici della Provincia, e inizialmente si pensò a riadattare il vecchio convento del Carmine, ma il comune decise di destinarlo a sede del municipio. Così il consiglio provinciale deliberò la costruzione di un nuovo edificio.
Il progetto originale è dell'architetto terranovese Giuseppe Di Bartolo, che lo pensò come un grandioso palazzo che fosse sede degli uffici governativi, provinciali e comunali. Lo stesso Di Bartolo è autore dei palazzi Sillitti-Bordonaro, Lanzirotti e Benintendi situato nei due corsi principali di Caltanissetta. Tuttavia, tale progetto risultò troppo complesso, e nel 1870 la deputazione provinciale incaricò l'ingegnere Agostino Tacchini, dipendente dell'ufficio tecnico provinciale, di ridimensionarlo e adattarlo all'area assegnata dal comune presso quel che rimaneva del "Tondo", antica collina che in quegli anni venne progressivamente spianata per realizzare il nuovo viale Regina Margherita e nuovi edifici pubblici. Il progetto finale venne approvato nel 1873, anno in cui ebbero inizio i lavori, ma a causa dell'introduzione di varianti e modifiche al progetto, tra alterne vicende, il palazzo venne completato solo nel 1897, e ci vollero altri anni per portare a termine rifiniture interne, decorazioni, impianti e arredi.
Oltre agli uffici della Provincia (oggi libero consorzio comunale) e della prefettura, e l'alloggio del prefetto, negli anni il palazzo ospitò anche l'archivio provinciale di Stato, il provveditorato agli studi e il commissariato di polizia.

## Descrizione
L'edificio occupa un'area di 3 445 metri quadri e si innalza per 22 metri su tre elevazioni (piano di fondazione, ammezzato, primo piano). Rivestimenti ed elementi decorativi sono realizzati in pietra di Comiso, mentre per la muratura in generale è stata adoperata la pietra di Sabucina. Il cortile centrale è circondato da un colonnato in granito dell'Elba che sostiene il piano superiore.
La scala principale è stata progettata dall'ingegnere Luigi Greco, al tempo dipendente dell'ufficio tecnico provinciale. Allo stesso ingegnere si deve il progetto della sala consiliare, in cui sono riportate le effigi, opera del palermitano Giuseppe Cavallaro, di tutti gli stemmi dei comuni di allora della provincia di Caltanissetta, inclusi quelli che poi verranno scorporati per andare a costituire la provincia di Enna nel 1927. Al centro del soffitto si trova un grande dipinto del pittore mussomelese Salvatore Frangiamore, realizzato nel 1902 e raffigurante Cicerone che arringa contro Verre a Enna.
Altri affreschi degni di nota sono quelli che riproducono panorami locali (il ponte Capodarso e il castello di Pietrarossa), nelle volte delle sale che immettono all'ufficio di presidenza, di autori ignoti. Nella stanza del segretario generale sei grandi medaglioni raffigurano i personaggi illustri della provincia del ottocento: Camillo Genovese, Prospero Intorcetta, Filippo Cordova, Gaetano Scovazzo, Giuseppe Alessi e Paolo Emiliani Giudici.
Decorazioni dall'artista catanese Pasquale Sozzi adornano l'appartamento del prefetto. Nella stanza del presidente sono collocate due statue del Tripisciano: due mezzibusti raffiguranti rispettivamente Petrarca, del 1875, e un generico uomo anziano, del 1883. Nel corridio antistante la sala consiliare si trovano un gesso raffigurante un bambino sdraiato, datato 1913 e attribuito al Tripisciano, un altorilievo in terracotta dal titolo "Il rimprovero di Socrate", di Vincenzo Biangardi.